# 시티 워
《시티 워》(城市戰爭: City War, City War)는 홍콩에서 제작된 손중 감독의 1988년 범죄 영화이다. 주윤발 등이 주연으로 출연하였다.

## 출연

### 주연
- 주윤발
- 적룡
- 서소강

### 조연
- 주문건
- 위룡

## 박스오피스
이 영화는 1988년 12월 21일부터 1989년 1월 27일까지 홍콩에서 극장 상영을 통해 홍콩 박스오피스에서 HK$13,230,754의 흥행수익을 올렸다.

## 테마 노래
- Melting You and Me (熱溶你與我)